# だまこもち

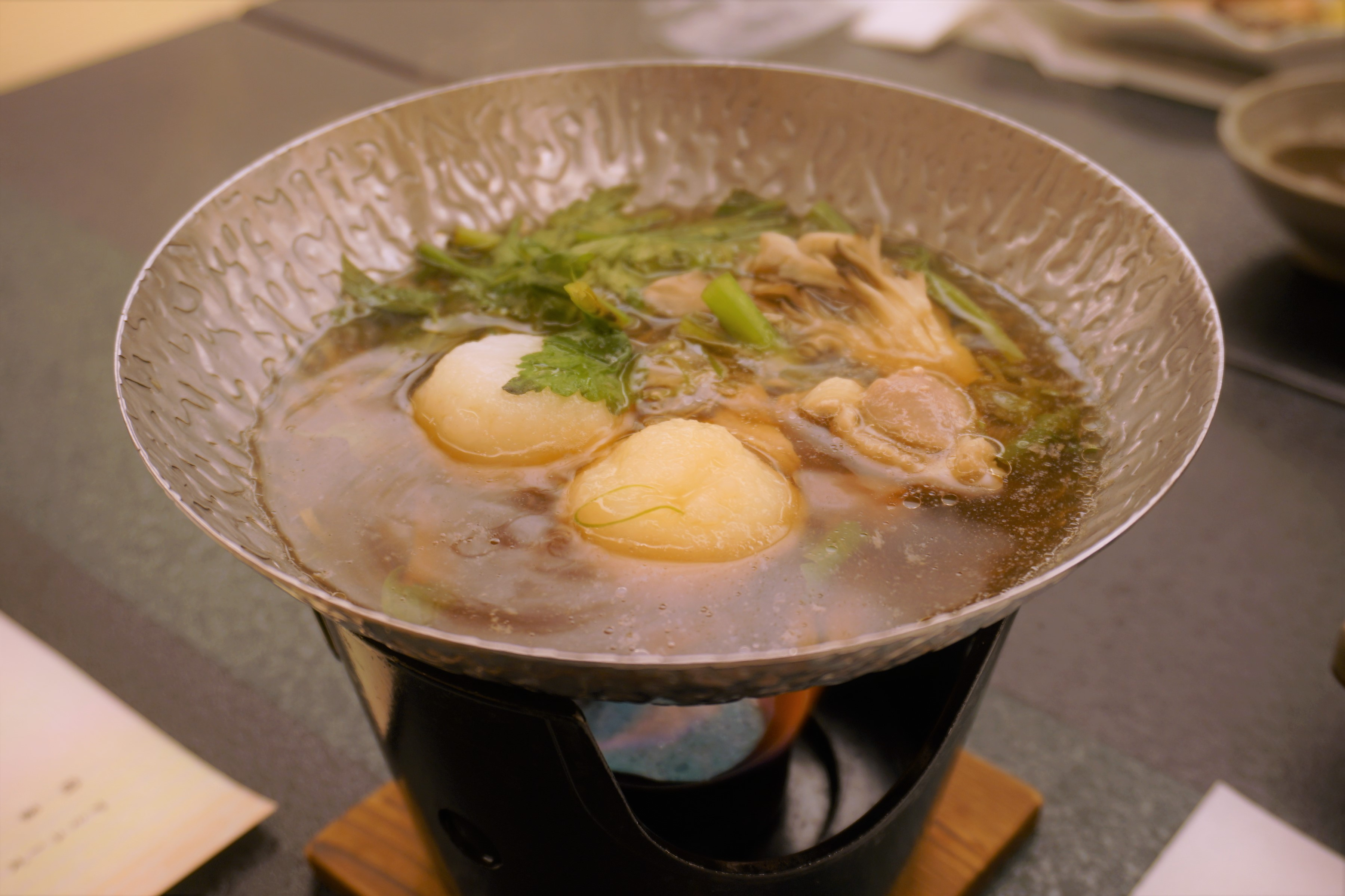
だまこもち

だまこもちは、うるち米を使用した秋田県の郷土料理。同じ秋田の郷土料理であるきりたんぽに製法が似ているがその発祥は異なり、だまこもちは丸い形をしている。

## 概要
主に秋田県央地域や能代山本地方で伝統的な家庭料理として食べられてきた。粒が少し残る程度に半搗き（はんつき）にした粳米（うるちまい）飯を直径3センチほどに丸め、主に鍋の具材として用いる。だまこもちの「だまこ」とは「玉」に秋田弁の指小辞である「こ」がついたものであり、だまこ、だまっこ、やまもちとも呼ばれる。だまこもちが入った鍋はだまこ鍋と呼ばれる。

## 調理法
うるち米の飯を粒が少し残る程度に潰し、直径3センチほどの球形にする。家庭によってはこれに塩を振ったり、煮崩れを防ぐため軽く火で炙ったりする。鶏がらの出汁に醤油などで味をつけ、鶏肉やねぎ、セリ、ごぼう、きのこ（マイタケ等）の具と共に煮るといったきりたんぽ鍋とほぼ同じ調理方法であるが、棒状にして表面を焼くきりたんぽと違い、だまこは団子型で（基本的には）焼かない。また煮干しの出汁や味噌などで味をつけ、具材もきりたんぽ鍋とは大きく異なる場合もある。だまこは作ってすぐに消費するものだが、塩水に漬けることで数日間は保存できる。
製法は手軽であり基本的に各家庭で随時作るものではあるが、平成以降はスーパーや土産店などできりたんぽと一緒に長期販売できるレトルトパウチのだまこもちも販売されるようになっている。

## 起源
八郎潟周辺の地域が発祥とされ、山林労働者が弁当の飯を切り株の上に乗せ、斧の背で潰したものが起源とされている。一方、マタギ料理が起源であるとも言われ、だまこもちがきりたんぽの原型になったとする説もある。
以前は八郎潟で獲れたフナ、ワカサギ、シラウオなどの魚の出汁に、味噌で味をつけた上で野菜やだまこを煮た。しかし八郎潟の干拓により小魚の水揚げ量が減ったために、現在の鶏を使う形に変化した。
なお八郎潟町周辺にはだまこの原型と考えられる「つけご」という料理がある。潰した飯を箸で一口大にちぎって、ワカサギのかやき（一人用の鍋料理）の汁に浸して食べる。

## その他
粳米を同様に半搗きに調理した食品には、きりたんぽ、五平餅がある。
五城目町において、1959年に三笠宮崇仁親王が同町でだまこ鍋を食べ、称賛したことを契機に、町を代表する料理として扱うようになった。
商業用としては、五城目町の滑多羅温泉が初めてだまこ鍋を提供したとされている。